# Скифия (издательство)
Издательство «Скифия» — петербургское книжное издательство.

## История
Издательство основано в 1999 году для издания и распространения гуманитарной литературы. В январе 2005 года было юридически реорганизовано в Издательско-торговый дом «Скифия» (ИТД «Скифия»), однако в издательской, читательской и авторской среде по-прежнему позиционируется как издательство «Скифия».
С самого начала работы издательство ориентируется на издание гуманитарной литературы самого широкого профиля — от литературоведческих серий, до литературы по психологии, философии, социологии, истории музыки. В частности, вызвала живой интерес и читателей и критиков книга Вячеслава Овсянникова «Прогулки с Соснорой» . В 2014 году эта книга была удостоена премии имени Виктора Голявкина  в номинации «Современная проза»  и всероссийской литературной премии имени А. К. Толстого .
Начиная с 2000 года, с выпуска первой мировой энциклопедии джаза на русском языке (Фейертаг В. Б. «Джаз. XX век. Энциклопедический справочник» ), издательство считается одним из флагманов по изданию джазовой литературы в России. Вместе с тем, «Скифией» издана первая подробная русскоязычная биография пионеров английского готик-метала — готик-дум группы Paradise Lost (Антон Задорожный: «Тени бога. История группы Paradise Lost»). Одним из первых эту книгу похвалил Владимир Лехтинен (мультиинструменталист, участник группы Second to Sun). 
Издательство активно участвует в российских и международных книжных выставках и ярмарках, является неоднократным дипломантом в категории «За вклад в развитие книжной отрасли и популяризацию чтения в России».

## Книжные серии

### Славянская кАРТа (Сербика)
Выходит с 2008 года. Основная задача серии — познакомить российского читателя с современной прозой славянских стран. В серии вышло три книги сербских и российских авторов. В 2017 году серия частично переработала концепцию и была преобразована в «Сербику» , представляющую на русском языке наиболее известных авторов Сербии. К 2019 году в серии вышло уже более десятка книг, представляющих современную сербскую поэзию и прозу.

### Живое авторское слово
Художественная серия, выпускаемая в издательстве «Скифия» с 2013 года. Изначально была ориентирована на произведения современных авторов, работающих в жанре традиций русской классической литературы. Отбор участников проводится строго конкурсной основе. На январь 2017 года в рамках серии вышло 6 поэтических и 2 прозаических сборника.

### Антология сетевой поэзии (закрыта)
Открыта в 2008 году, закрыта в 2013 году. В рамках серии вышло 16 томов. «Антология сетевой поэзии» предназначалась для знакомства читателей с творчеством популярных в сети Интернет авторов современной поэзии. Отбор участников проводился строго на конкурсной основе.

### Антология живой литературы (АЖЛ)
Выходит с 2013 года. Серия продолжила и развила традиции «Антологии сетевой поэзии». В отличие от серии-предшественницы и серии «Живое авторское слово» объединяет в себе несколько тематических разделов, в которые входят прозаические и поэтические произведения, документальная проза, переводы, культурологические работы.